# Peripatopsis
Peripatopsis é um género de invertebrado da família Peripatopsidae.

## Espécies
Este género contém as seguintes espécies:
- Peripatopsis alba Lawrence, 1931
- Peripatopsis balfouri (Sedgwick, 1885)
- Peripatopsis birgeri Ruhberg & Daniels, 2013
- Peripatopsis bolandi Daniels, McDonald & Picker, 2013
- Peripatopsis capensis (Grube, 1866)
- Peripatopsis cederbergiensis Daniels, McDonald & Picker, 2013
- Peripatopsis clavigera Purcell, 1899
- Peripatopsis edenensis Barnes, Reiss & Daniels, 2020
- Peripatopsis ferox Barnes, Reiss & Daniels, 2020
- Peripatopsis hamerae Ruhberg & Daniels, 2013
- Peripatopsis intermedia Hutchinson, 1928
- Peripatopsis janni Ruhberg & Daniels, 2013
- Peripatopsis lawrencei McDonald, Ruhberg & Daniels, 2012
- Peripatopsis leonina Purcell, 1899
- Peripatopsis mellaria Barnes, Reiss & Daniels, 2020
- Peripatopsis mira Barnes, Reiss & Daniels, 2020
- Peripatopsis moseleyi (Wood-Mason, 1879)
- Peripatopsis overbergiensis McDonald, Ruhberg & Daniels, 2012
- Peripatopsis purpureus Daniels, McDonald & Picker, 2013
- Peripatopsis sedgwicki Purcell, 1899
- Peripatopsis storchi Ruhberg & Daniels, 2013
- Peripatopsis tulbaghensis Barnes, Reiss & Daniels, 2020